# Abe (Klan, Okabe)

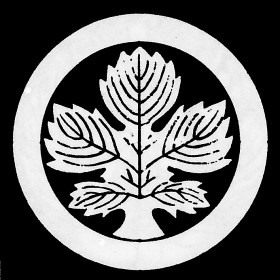
Wappen der Abe zu Okabe

Die Abe bzw. Anbe (japanisch 安部氏, Abe-shi) waren eine Familie des japanischen Schwertadels (Buke), die zum Shigeno-Zweig der Seiwa-Genji gehörten. Mit einem Einkommen von 19.000 Koku zählten sie zu den kleineren Fudai-Daimyō der Edo-Zeit.

## Genealogie
Die Abe-Familie stammte ursprünglich aus der Provinz Suruga.
- Nobukatsu (信勝, 1552–1600), diente erst Imagawa Ujizane und dann Tokugawa Ieyasu und erhielt 1590 Gebiete im Kreis Hanzawa der Provinz Musashi, sowie im Kreis Yanada in der benachbarten Provinz Shimotsuke mit einem Einkommen von 5200 Koku.
- Nobumori (信盛; 1584–1674) war Hausältester der Tokugawa. Sein Einkommen wurde im Jahr 1636 um 4000 Koku, 1649 um weitere 10.00 Koku erhöht, womit er Daimyō-Rang erhielt. 1636 baute Nobumori ein Festes Haus (jin’ya) in Hambara (半原)[A 1], Provinz Mikawa.
- Nobumine (信峯; 1659–1706), Urenkel, beschloss 1705, ein Festes Haus in Okabe (岡部)[A 2] in der Provinz Musashi zu bauen. Dort lebte die Familie bis zur Meiji-Restauration,
- Nobutaka (信宝, 1839–1863) war Chef des Hauses, als der Kanonen-Pionier Takashima Shūhan (1798–1866), dem Shogunat verdächtig, in Okabe von 1846 bis 1853 festgesetzt wurde.
- Nobuaki (信発; 1847–1895), der letzte Fürst, zog wegen des Boshin-Kriegs 1868 nach Hambara um. Nach 1868 Vizegraf.